# بی‌ان‌اس سورما
بی‌ان‌اس سورما (به انگلیسی: BNS Surma) یک کشتی است که طول آن 165.35 ft (50.4 m) می‌باشد. این کشتی در سال ۲۰۱۲ ساخته شد.